# 石青云
石青云（1936年—2002年），女，四川合川（今属重庆）人，中国模式识别与图像数据库专家。

## 生平
1957年毕业于北京大学数学系。曾任北京大学教授。1978年开始模式识别研究。1993年当选为中国科学院院士（学部委员）。